# Showtime (álbum de James Brown)
Showtime é o oitavo álbum de estúdio do músico americano James Brown. O álbum foi lançado em abril de 1964 pela Smash Records. Foi o álbum de transição da gravadora  King Records para a Smash Records, entretanto, por obrigações contratuais com a King Records, Brown lançou um álbum de remakes com aplausos gravados em estúdio. O grupo vocal de Brown, o The Famous Flames estão inclusos na introdução do álbum, estão na capa do álbum e cantam em diversas faixas do álbum, incluindo "Don't Cry Baby", "Out of The Blue" e "Caldonia". O álbum foi arranjado por Sammy Lowe.

## Faixas
| N.º | Título                                                         | Duração |  |
| 1.  | "Introduction of James Brown & The Famous Flames by Danny Ray" | 0:13    |  |
| 2.  | "Caldonia"                                                     | 2:44    |  |
| 3.  | "Don't Cry Baby"                                               | 3:06    |  |
| 4.  | "Sweet Lorraine"                                               | 2:30    |  |
| 5.  | "Out of the Blue"                                              | 2:19    |  |
| 6.  | "Somebody Changed the Lock on My Door"                         | 3:52    |  |
| 7.  | "Evil"                                                         | 2:50    |  |
| 8.  | "Blues for My Baby"                                            | 3:03    |  |
| 9.  | "For You My Love"                                              | 2:24    |  |
| 10. | "Ain't Nobody Here But Us Chickens"                            | 2:59    |  |
| 11. | "The Things That I Used to Do"                                 | 2:56    |  |
| 12. | "You're Nobody 'Til Somebody Loves You"                        | 3:00    |  |